# Maturnaria subcristata
Maturnaria subcristata är en insektsart som beskrevs av Carl Stål. Maturnaria subcristata ingår i släktet Maturnaria och familjen hornstritar. Inga underarter finns listade i Catalogue of Life.